# Biangbiang
Els Biangbiang (xinès tradicional: 𰻞𰻞, xinès simplificat: 𰻝𰻝, pinyin: Biángbiáng) o fideus biangbiang (xinès tradicional: 𰻞𰻞麵, xinès simplificat: 𰻝𰻝面, pinyin: Biángbiángmiàn) són un tipus de fideus xinesos provinents de la cuina de Shaanxi. Aquests fideus, promocionats com una de les «vuit curiositats de Shaanxi» (xinès tradicional: 陝西八大恠, xinès simplificat: 陕西八大怪, pinyin: Shǎnxī bādà guài, literalment 'Vuit grans curiositats de Shaanxi'), es diu que tenen forma de cinturó, a causa del seu gruix i longitud.
Són coneguts per ser escrits amb un caràcter específic i inusualment complex, que en la seva forma tradicional () està format per 58 traços i en la seva forma simplificada () per 42. La seva romanització en pinyin és biáng i el caràcter se sol usar per duplicat (xinès tradicional: , xinès simplificat: , pinyin: Biángbiáng).

## Els fideus
Els biangbiang són uns fideus gruixuts i amples fets a mà. Històricament propis només de la gastronomia local de Shaanxi, eren preparats i consumits habitualment per treballadors que no disposaven de prou temps per a preparar uns fideus més fins i elaborats. No ha estat fins a l'arribada de les xarxes socials que el coneixement de la seva existència s'ha estès més enllà de Shaanxi, en gran part gràcies a la complexitat del caràcter usat per a denotar-los, que atreu la curiositat tant de coneixedors del xinès com de desconeixedors d'aquesta llengua.

## Caràcter xinès per abiáng
Hi ha moltes variants del caràcter per a biáng, però la versió més acceptada està formada per 58 traços en la seva forma tradicional (42 en xinès simplificat). És un dels caràcters xinesos més complexos en l'ús modern, tot i que no es troba als diccionaris moderns ni al diccionari Kangxi.

### Variants
S'han documentat més de vint variants del caràcter tradicional per a biáng, amb entre 56 i 70 traços:
| Variants |
| -------- |
|          |